# Gypsy (chanson de Shakira)
Pour les articles homonymes, voir Gypsy.
 (juin 2022).
Si vous disposez d'ouvrages ou d'articles de référence ou si vous connaissez des sites web de qualité traitant du thème abordé ici, merci de compléter l'article en donnant les références utiles à sa vérifiabilité et en les liant à la section « Notes et références ».
Singles de Shakira
Give It Up To Me
(2009) Waka Waka (This Time for Africa)
(2010)
Gypsy est une chanson de la chanteuse colombienne Shakira. Le titre est le quatrième et dernier extrait de l'album studio She Wolf. Gypsy et Gitana (la version espagnole du titre) ont été envoyés aux stations de radio du monde entier le 22 février 2010. Comme avec précédents singles de l'album, il y a donc une version en espagnol du titre, diffusée principalement en Amérique latine et en Espagne, nommée Gitana. 
En raison de l'absence «Gitana» sur l'album studio, il a été annoncé que ce dernier serait réédité en Amérique latine et l'Espagne incluant alors le titre dans le tracklisting.
Gypsy a reçu des critiques positives. La chanson a été classée dans de nombreux classements dans un certain nombre de pays. 

## Contexte
Shakira a annoncé que Gypsy serait le prochain single de son album She Wolf après sa rencontre avec le président américain Barack Obama. À propos de la chanson, elle a ajouté : « La chanson "représente" ma manière de vivre et la vie que j'ai eue sur la route depuis que je suis très jeune, c'est de là que vient la métaphore "Gypsy" ». Aussi a-t-elle dit : « Les tsiganes sont des voyageurs de la vie, toujours absorbés par différentes cultures et on peut beaucoup apprendre d'eux ».

## Clip
Le joueur de tennis espagnol Rafael Nadal joue dans le clip de Gypsy.